# Proceso Leblanc

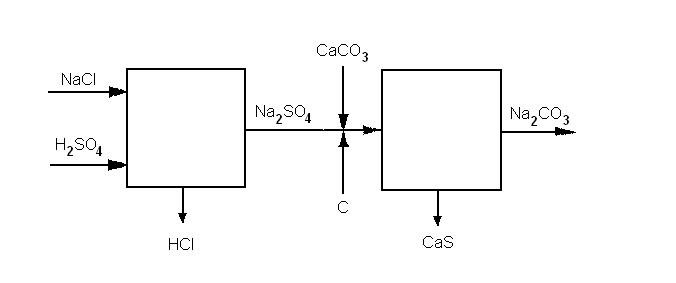
Flujograma del proceso.

El proceso Leblanc fue uno de los primeros procesadores industriales para la producción de ceniza de sosa (carbonato sódico) utilizado durante todo el siglo XIX. Fue llamado así por su inventor, Nicolas Leblanc. Este proceso constaba de dos etapas: producción de sulfato de sodio a partir de cloruro de sodio, para a continuación hacer reaccionar sulfato de sodio con carbón y carbonato de calcio para producir carbonato de sodio. El proceso cayó gradualmente en desuso y fue sustituido por el proceso Solvay, más económico y menos contaminante.

## Introducción
La ceniza de sosa (carbonato sódico) y de potasa (carbonato de potasio), denominados genéricamente álcali, son sustancias químicas esenciales para las industrias del vidrio, textil, del jabón y del papel. En el oeste de Europa tradicionalmente se había obtenido potasa a partir de la cenizas de madera. Sin embargo, en el siglo XVIII, la deforestación había vuelto este medio de producción poco rentable, y el álcali tuvo que empezar a ser importado. La potasa se importaba de América del Norte, Escandinavia y Rusia, donde los grandes bosques seguían en pie. En cambio en toda Europa la ceniza de sosa se importaba del levante español  y de las Islas Canarias, donde se producía de forma similar al carbón de leña, a partir de plantas costeras llamadas Barilla, o también de Egipto, donde el mineral llamado natrón se extraía de los lechos de lagos secos. Sobre todo en Gran Bretaña, la única fuente local de álcalis era las algas marinas, que llegaban a las costas de Escocia e Irlanda.
En 1783, el rey Luis XVI de Francia y la Academia de Ciencias Francesa ofrecieron un premio de 2 400 libras a quien pudiera descubrir un método para producir álcali de la sal marina (cloruro de sodio). En 1791, Nicolas Leblanc, médico de Luis Felipe II, duque de Orleans, descubrió y patentó su método. Ese mismo año se construyó la primera planta de Leblanc para el duque de Saint-Denis, y esta comenzó a producir 320 toneladas de ceniza de sosa (carbonato sódico) por año. Posteriormente se le negó el dinero del premio a causa de la Revolución Francesa.

## Fundamento químico

Esquema de reacción del proceso de Leblanc (verde = reactivos, negro = productos intermedios, rojo = productos finales)

El proceso Leblanc es un proceso discontinuo mediante el cual se somete el cloruro de sodio a una serie de tratamientos, para finalmente producir carbonato de sodio. En la primera etapa, el cloruro de sodio se calienta con ácido sulfúrico para producir sulfato de sodio (llamada torta de sal) y gas cloruro de hidrógeno de acuerdo con la ecuación química
{\displaystyle \mathrm {2~NaCl+H_{2}SO_{4}\rightarrow Na_{2}SO_{4}+2~HCl} }
Esta reacción había sido descubierta en 1772 por el químico sueco Carl Wilhelm Scheele. La contribución de Leblanc fue el segundo paso, en el que se mezcla la torta de sal con piedra caliza (carbonato cálcico) triturada, carbón y se calienta. En la reacción química subsiguiente, el carbón (carbono) se oxida a dióxido de carbono, reduciendo el sulfato a sulfuro y dejando una mezcla sólida de carbonato de sodio y sulfuro de calcio, llamada ceniza negra.
{\displaystyle \mathrm {Na_{2}SO_{4}+CaCO_{3}+2~C\rightarrow Na_{2}CO_{3}+CaS+2~CO_{2}} }
Debido a que el carbonato de sodio es soluble en agua, pero no el carbonato de calcio ni sulfuro de calcio, el carbonato de sodio se separó entonces de la ceniza negro mediante el lavado con agua. El agua de lavado se evapora luego para dar carbonato de sodio sólido. Este proceso de extracción se denomina lixiviación.

## El proceso en detalle

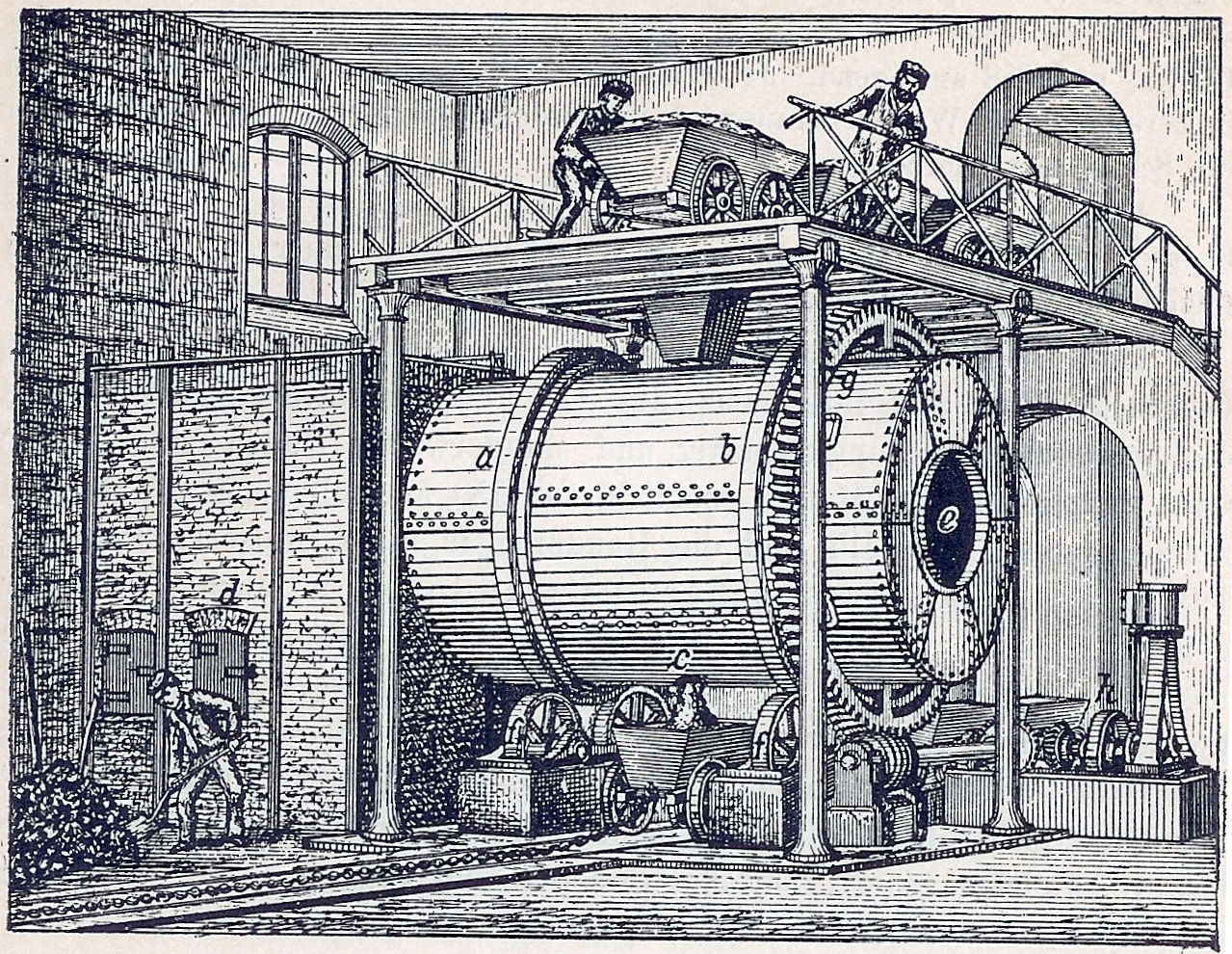
Horno cilíndrico en la implementación a gran escala del proceso de Leblanc en la segunda mitad del.

El cloruro sódico se mezcla inicialmente con una solución de ácido sulfúrico y esta mezcla se somete luego a un ligero calentamiento. Gran parte del gas cloruro de hidrógeno (y virtualmente todo el gas HCl económicamente recuperable) se escapa en este punto. Esto continúa hasta que todo lo que queda es una masa fundida. Esta masa todavía contiene suficiente cloruro para contaminar las etapas posteriores del proceso. La masa se expone entonces a la llama directa, evaporándose casi todo el cloruro restante.
El carbón utilizado en la siguiente etapa debe contener un bajo porcentaje de nitrógeno para evitar la formación de cianuro. El carbonato de calcio, en forma de piedra caliza o tiza, debe tener un bajo porcentaje de magnesio y sílice. La relación en peso de la carga es 02:02:01 de torta de sal, carbonato de calcio, y carbono respectivamente. Se cuece en un horno de reverbero a unos 1 000 °C.
El producto negro resultante (ceniza de leña) debe ser lixiviado de inmediato para evitar que los sulfuros se oxiden de nuevo a sulfato. En el proceso de lixiviación, el negro de ceniza está completamente cubierta de agua, una vez más para evitar la oxidación. Para optimizar la lixiviación del material soluble, la lixiviación se realiza en etapas (o en cascada). Es decir, el agua pura se utiliza en la ceniza negra - que ya ha pasado por etapas previas - después el licor de esa etapa se utiliza para lixiviar una fase anterior del negro de la ceniza, y así sucesivamente.
El licor final se trata por soplado de dióxido de carbono a través de él. Este es un precipitado de calcio disuelto más otras impurezas. También se volatiliza el sulfuro como sulfuro de hidrógeno (H2S) en forma de gas. Cualquier sulfuro residual puede ser precipitado posteriormente por adición de hidróxido de zinc. El licor se separa del precipitado y se evapora utilizando el calor residual del horno de reverbero. La ceniza resultante se disuelve en solución concentrada en agua caliente. Los sólidos que no se disuelva se separan. La solución se enfría entonces hasta recristalizar a decahidrato de carbonato de sodio casi puro.

## Historia de la industria
Leblanc construyó la primera planta usando su proceso en 1791 en Saint-Denis. Sin embargo, los revolucionarios franceses se apoderaron de la planta, junto con el resto de los bienes de Luis Felipe, en 1794, e hicieron públicos los secretos comerciales de Leblanc. Napoleón I devolvió la planta a Leblanc en 1801, pero carecía de los fondos para repararla y competir contra las fábricas de soda que otros había montado en el ínterin. Posteriormente Leblanc se suicidó en 1806.
A principios del siglo XIX, los industriales franceses de carbonato de sodio producían de 10 000 a 15 000 toneladas al año. Sin embargo, fue en Gran Bretaña donde más ampliamente se utilizó el proceso Leblanc. La primera planta de soda británica que empleaba el proceso Leblanc la construyó la familia Losh de los fundadores de la factoría de hierro Losh, Wilson y Bell en Walker al lado del río Tyne en 1816. Pero los altos aranceles británicos sobre la producción de sal obstaculizaron la economía del proceso de Leblanc y este tipo de operaciones se mantuvieron a pequeña escala hasta 1824. Tras la derogación de la tarifa de la sal, la industria de soda británica creció de manera espectacular, y las factorías químicas construidas por James Muspratt en Liverpool, y Charles Tennant cerca de Glasgow se convirtieron en algunas de las más grandes del mundo. Antes de 1852, la producción de soda anual había alcanzado 140 000 toneladas en el Reino Unido y 45 000 toneladas en Francia. En la década de 1870, la producción de alcalí británica de llegó a 200 000 toneladas anuales, superior a la de todas las demás naciones del mundo juntas.

## Problemas de contaminación
Las plantas de proceso Leblanc son muy dañinas para el medio ambiente local. El proceso de generación de torta de sal y ácido sulfúrico libera ácido clorhídrico gaseoso, y como este ácido era industrialmente inútil en el siglo XIX, simplemente era liberado a la atmósfera. Además, se producía un residuo sólido insoluble y maloliente. Por cada 8 toneladas de carbonato de sodio, el proceso producía 5,5 toneladas de cloruro de hidrógeno residuales y 7 toneladas de sulfuro de calcio residuales. Estos residuos sólidos (conocido como galligu) no tenían ningún valor económico. Se apilaba en montones y se esparcía en los campos cercanos a las fábricas de álcali, donde liberaban sulfuro de hidrógeno, un gas tóxico responsable del olor a huevo podrido.
{\displaystyle \mathrm {\ CaS+CO_{2}+H_{2}O\rightarrow CaCO_{3}+H_{2}S} }
A causa de sus emisiones nocivas, las factorías de soda Leblanc se convirtieron en blancos de acciones legales y fueron objeto de una legislación que las regulaba. En 1839 una demanda en contra de estas plantas decía: "el gas de estas fábricas es de tal naturaleza nociva, como a todo deterioro dentro de su influencia, y es por igual funesta para la salud y la propiedad. La hierba de los campos en sus alrededores se quemaron, los jardines no producen frutos, ni legumbres;.. muchos árboles florecientes se han convertido últimamente en palos podridos desnudos de ganado y aves de corral y de caída del pino de distancia que empaña los muebles en nuestras casas, y cuando estamos expuestos a ella, que es de frecuente ocurrencia, que se ven afectados por tos y dolores en la cabeza... todo lo cual atribuimos a las factorías de soda ".
En 1863, el Parlamento británico aprobó la primera de varias leyes referentes a la industria de álcali: Alkali Act, la primera legislación moderna sobre la contaminación del aire. Esta ley imponía que no más del 5% del ácido clorhídrico producido por las plantas que fabrican ceniza de sosa podría ser vertido a la atmósfera. Para cumplir con la legislación, la factorías de soda hacían pasar el cloruro de hidrógeno gaseoso a través de una torre rellena con carbón vegetal, en donde era absorbido por el agua que fluye en contracorriente. Los productos químicos así generados dan como resultado una solución de ácido clorhídrico generalmente se arrojan a los cuerpos de agua cercanos, matando a los peces y demás vida acuática.
En la década de 1880, se descubrieron nuevos métodos para convertir el ácido clorhídrico residual a cloro gaseoso para la fabricación de lejía en polvo y para la recuperación del azufre de los residuos de sulfuro de calcio, pero el proceso Leblanc siguió siendo más derrochador y contaminante que el proceso Solvay.

## Decadencia
En 1861, el químico belga Ernest Solvay desarrolló un proceso más directo para la producción de carbonato de sodio a partir de sal y piedra caliza mediante el uso de amoníaco. El único producto residual del proceso Solvay es cloruro de calcio, y por lo tanto, es más económico y menos contaminante que el método Leblanc. Desde finales de 1870, la industria de álcali que utilizaba el proceso Solvay de la Europa continental entabló una dura competencia en los mercados nacionales a la industria de álcali que utilizaba el proceso Leblanc con sede en Gran Bretaña. Además, la planta Solvay de Brunner Mond que fue abierta en 1874 en Winnington cerca de Northwich siempre fue una fuerte competencia a nivel nacional. Los productores que usaban el proceso Leblanc no pudieron competir con las que usaban el proceso Solvay, y su producción de carbonato de sodio se complementaba perfectamente con la producción de cloro a partir del cloruro de hidrógeno residual, blanqueador en polvo, etc. siendo así más rentables (los subproductos no deseados se habían convertido en los productos más apreciados). El desarrollo de métodos electrolíticos para la obtención del cloro, eliminó esa fuente de beneficios, y así hubo un descenso, sólo moderado por acuerdos entre "gentlemens" con los productores de Solvay. En 1900, el 90% de la producción de sosa del mundo era a través del método Solvay, y en América del Norte, a través de la explotación minera de la trona, descubierta en 1938. La última planta de ceniza de sosa basada en el proceso Leblanc fue cerrada en la década de 1920. Sin embargo, debido a la solubilidad del bicarbonato, el proceso Solvay no era funcional para la fabricación del carbonato de potasio, y para su fabricación el proceso Leblanc siguió en uso de manera limitada hasta mucho más tarde.